# Hans Rasmus Astrup
Pour les articles homonymes, voir Astrup.
 (mars 2023).
Si vous disposez d'ouvrages ou d'articles de référence ou si vous connaissez des sites web de qualité traitant du thème abordé ici, merci de compléter l'article en donnant les références utiles à sa vérifiabilité et en les liant à la section « Notes et références ».
Hans Rasmus Astrup (né le 17 avril 1831 à Bolsøy, mort le 19 février 1898) est un homme politique norvégien, appartenant au parti Venstre, ancien député et ministre.

## En tant que parlementaire
Il effectue plusieurs mandats de député de la commune de Kristiansund (comté de Møre og Romsdal).
- Député de 1889 à 1891,
- Député de 1895 à 1897,
- Député de 1898 à 1900 (mandat inachevé, Astrup meurt au début de la mandature).

## Responsabilités gouvernementales
Astrup est ministre du Travail du gouvernement de Johan Sverdrup du 1er septembre 1885 au 31 août 1887.
Jusqu'au 16 février 1888, il travaille comme membre du Cabinet du Premier ministre norvégien à Stockholmavant de démissionner en même temps que Birger Kildal, Sofus Arctander et Elias Blix en raison d'un désaccord avec le ministre de l'Église Jakob Sverdrup.